# نادي غويونيون
نادي غويونيون (بالفرنسية: FC Gueugnon)‏ نادي كرة قدم فرنسي يلعب في دوري الدرجة الوطنية . تم تأسيس النادي في سنة 1940 .